# 杜恕
杜 恕（と じょ、198年 - 252年）は、中国三国時代の政治家。魏に仕えた。字は務伯。司隸京兆尹杜陵県（現在の陝西省西安市雁塔区）の人。父は杜畿。弟は杜理・杜寛。子は杜預。『三国志』魏志杜畿伝に附伝されている。

## 概要
誠実で表面を飾らないところがあったことから、若いころは目立たなかった。父の死後、その後を継いだ。馮翊郡の李豊とは幼い頃からの知り合いであったが、李豊が名声高く世評を集めるようになると、杜恕の慎ましさを引き合いに出し李豊を批判する人が出たことから、李豊とは不仲になった（『杜氏新書』）。
李豊が仕官した後もしばらく世に出なかったが（『杜氏新書』）、曹叡（明帝）の時代である太和年間に散騎黄門侍郎となった。仕官してからは個人的な仲間作りに励むこともなく、政道が乱れるといつも正論を並び立て批判をしたため、辛毗らに高く評価されたという。また、黄門侍郎のときに同僚であった李豊・袁侃・荀俁とは、仲が良かったという（『杜氏新書』）。
刺史が軍権を持つことに反対していたため、鎮北将軍の呂昭が冀州刺史を兼任しようとした時は反対した。
また、官吏の勤務評定について議論が盛んであったころ、杜恕もまた持論を述べた。
ある時、楽安の廉昭という人物が弾劾を盛んに行なう傾向があったため、杜恕は上奏し廉昭を激しく批判した。
杜恕は中央に8年間いたが、常に正論を吐き続けたという。
弘農太守に転出した。寛大・柔和で恩恵に溢れた統治をしたという（『魏略』）。
趙の国相に転任した後、病気で官を離れた。このとき宜陽に一泉塢を築いたため、多くの人がその周囲に住んだという（『杜氏新書』）。
後に平民から河東太守に採り立てられ、1年ほどで淮北都督護軍となったが再び病気となり官を離れた。地方にいる時は任務の大筋を掴むだけで、父のように恩恵を隅々まで行き渡らせる事ができなかったという。後、御史中丞に任命された。性格のため周囲とうまく合わせる事ができず、何回か地方の任務に就いた。
幽州刺史となり、建威将軍・使持節護烏桓校尉に任命された。当時、征北将軍の程喜が薊に駐屯していた。尚書になっていた袁侃は、程喜がかつて同僚であった田豫を讒言で陥れたことがあったことから、杜恕に警戒するよう忠告した。しかし杜恕は気に留めなかった。
嘉平元年（249年）、鮮卑族の子息が法令に違反したため、杜恕はその子の1人を斬ったが、報告書を提出しなかった。程喜は司馬の宋権を使って、弾劾しないことを条件として、自分に迎合するよう促してきた。しかし杜恕はそれを聞かなかった。この時の手紙によれば、当時52歳であったという（『杜氏新書』）。
程喜の弾劾により、杜恕は廷尉の元に送られ一時死罪となったが、父の功績に免じて死一等を減じられ平民となり、章武郡に移された。陳留郡の阮武は杜恕に対し、暇な身分となったのだから、独創的な見解を研くべきだと勧めた。杜恕は配所で8節の『体論』と1篇の『興性論』という書を残し、嘉平4年（252年）にそこで亡くなった。
甘露2年（257年）、河東の楽詳という人物が杜畿の功績について上奏したため、遺子の杜預が豊楽亭侯に採り立てられている。
陳寿は彼を「自由な精神で思い通りに振舞った結果、失敗を招いたのだ」としている。また「その意見書や駁論はすべて立派なものである」と評し、伝においても多く引用している。